# 볼데마르 밸리
볼데마르 밸리(에스토니아어: Voldemar Väli, 1903년 1월 10일 ~ 1997년 4월 13일)는 에스토니아의 레슬링 선수이다.
17세때 레슬링 훈련을 시작했으며 4년 후에 열린 1924년 하계 올림픽에 출전했지만 예선에서는 탈락했다. 그는 1926년 유럽 선수권 대회에서 우승했다. 에스토니아가 대공황으로 대표팀을 보내지 않았기 때문에 그는 1932년 하계 올림픽에는 불참했다. 이후 1936년 하계 올림픽에서 동메달을 땄다. 제2차 세계 대전이 발발하는 동안 1944년에 그는 가족과 함께 스웨덴으로 이주했다. 그는 1945년에 선수 생활을 마감했다. 